# Petr Kocek
Petr Kocek (nascido em 26 de maio de 1952) é um ex-ciclista olímpico tchecoslovaco. Representou sua nação em duas edições dos Jogos Olímpicos: Montreal 1976 e Moscou 1980.